# Fotyen Tesfay
Fotyen Tesfay (in amarico ፎትየን ተስፋይ; Ofla, 17 febbraio 1998) è una mezzofondista etiope.

## Biografia
Per tre anni la sua carriera è stata interrotta prima dalla pandemia di Covid-19 e e poi dalla guerra del Tigrè, durata due anni, perché non è potuta uscire dalla regione.
Nel 2024 giunge settima nei 10000 metri piani ai Giochi olimpici di Parigi 2024.

## Palmarès
| Anno | Manifestazione         | Sede      | Evento          | Risultato | Prestazione | Note                          |
| ---- | ---------------------- | --------- | --------------- | --------- | ----------- | ----------------------------- |
| 2014 | Giochi panafricani U18 | Gaborone  | 1500 m piani    | Oro       | 4'23"37     | Miglior prestazione personale |
| 2016 | Mondiali U20           | Bydgoszcz | 3000 m piani    | 4ª        | 8'47"46     |                               |
| 2017 | Mondiali cross         | Kampala   | Individuale U20 | 6ª        | 19'24"      |                               |
| 2017 | Mondiali cross         | Kampala   | Squadre U20     | Oro       | 19 pt       |                               |
| 2019 | Mondiali cross         | Aarhus    | Individuale     | 11ª       | 37'29"      | [ 2 ]                         |
| 2023 | Mondiali cross         | Bathurst  | Individuale     | 5ª        | 34'30"      |                               |
| 2023 | Mondiali cross         | Bathurst  | A squadre       | Argento   | 25 pt       |                               |
| 2024 | Giochi olimpici        | Parigi    | 10000 m piani   | 7ª        | 30'46"93    | [ 3 ]                         |

## Altre competizioni internazionali
2023
- Argento alla World 10K Bangalore ( Bangalore) - 31'42"

2024
- Argento allo Meeting international Mohammed VI d'athlétisme - ( Marrakech), 5000 m piani - 14'34"21
- Bronzo al Memorial Van Damme ( Bruxelles), 5000 m piani - 14'28"53
- 9ª alla 10K Valencia Ibercaja ( Valencia) - 30'20"